# 胃仙U
胃仙U（Weisen-U），中國大陸名爲维仙优，是香港建豐胃仙U有限公司擁有的胃藥品牌，醫治胃潰瘍、十二指腸潰瘍及胃酸過多的藥物，早期由日本製造，但在日本本土並無發售。
胃仙U早期由日本滋賀縣的滋賀縣製藥株式會社製造，大阪日賣貿易株式会社販賣，於2019年改由香港正美藥品生產。主要輸出到中國大陸、馬來西亞及新加坡等海外地區。

## 成份
胃仙U屬雙層藥片，其主要成份爲氯化甲硫氨基酸（Methylmethionine Sulfonium Chloride），是一種抗潰瘍劑，主要用于治療胃潰瘍和十二指腸潰瘍。其他成份包括乾燥氫氧化鋁凝膠、生物淀粉酶、氫氧化鎂等，主要有具有中和胃酸的作用。

## 效用
- 治療食道炎、胃酸過多、胃炎、十二指腸潰瘍及胃潰瘍等消化道疾病所引起的胃灼熱
- 胃部不適、胃作悶、胸作悶、噁心、噯氣、消化不良、食慾不振和胃痛
- 飲酒過量及暴飲暴食所引致的腸胃不適[5]

## 廣告

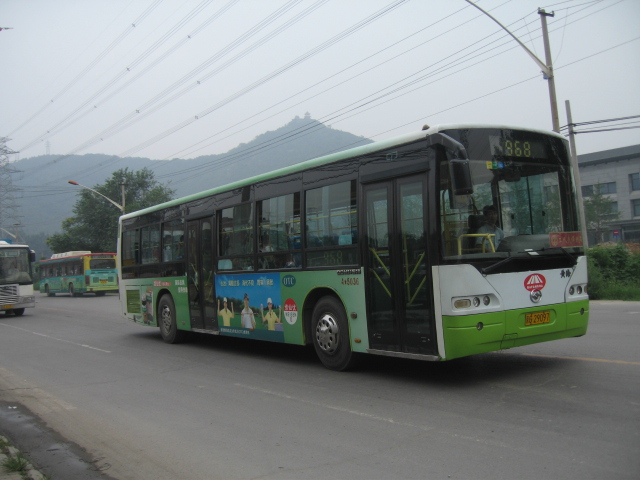
2007年，北京公交一辆披有维仙优广告的黄海DD6123S08

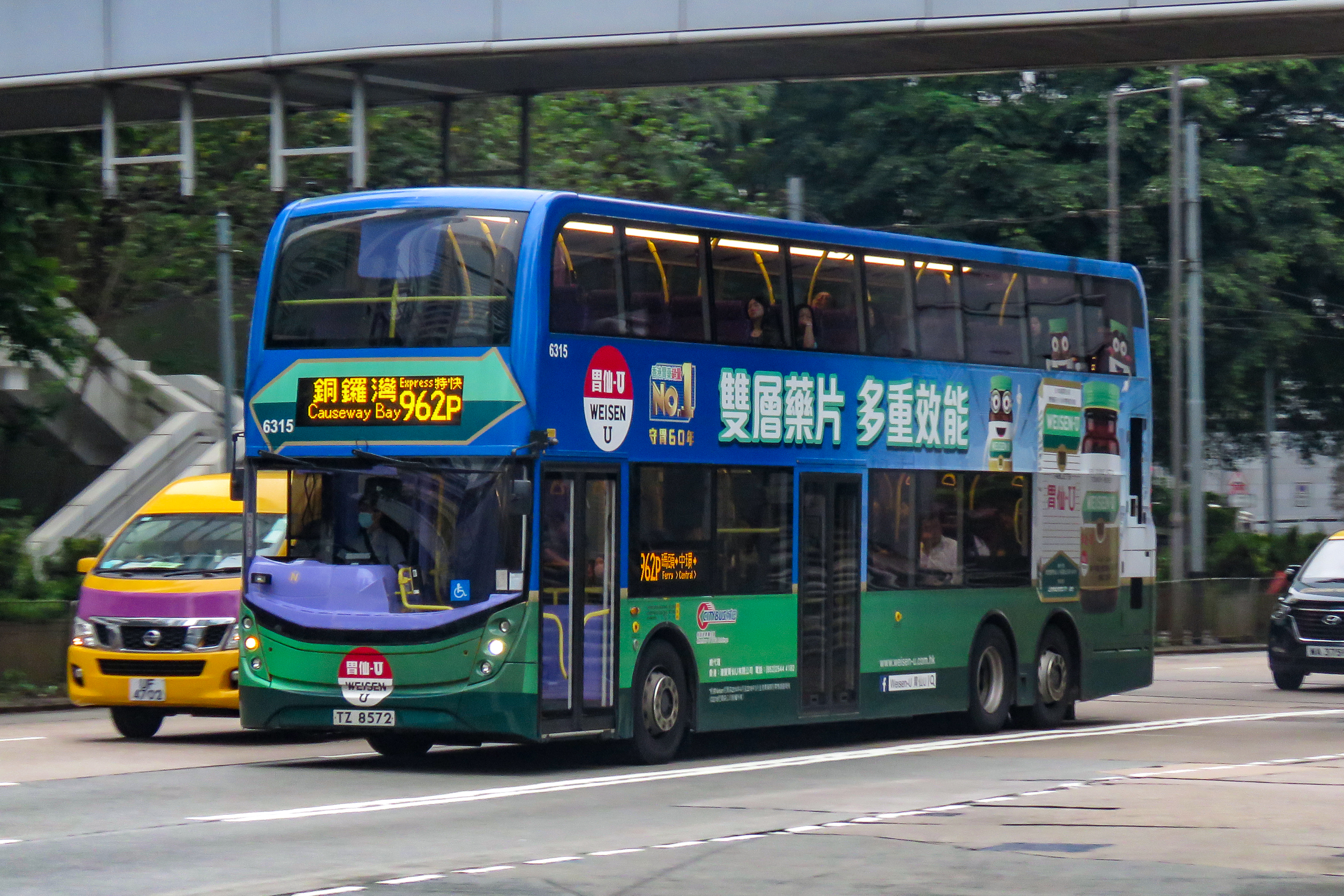
2019年，香港城巴一輛披有胃仙U廣告的Enviro 500 MMC

胃仙U自1980年代至今，一直有在香港使用電視廣告及巴士車身廣告作宣傳。由於胃仙U的電視廣告設計概念在緊貼香港生活之餘，也增添娛樂性，使部份廣告令觀衆有深刻印象。計有1980年代由馬評人董驃演出的廣告﹔1990年代由1987年亞洲小姐亞軍李菁扮演清唱高音「胃仙U~」唱爆玻璃杯的一幕﹔以1999年模仿保險經紀喊口號「一二三四五六七，多勞多得」等，都成爲了電視廣告的經典。
- 胃仙U － 1234567 多勞多得(1999) （页面存档备份，存于） YouTube
- 香港廣告: 胃仙U (1234567多勞多得)2001(哥爾夫球篇) YouTube
- 經典廣告 1986年 - 胃仙U (董驃) YouTube

## 其他
- 念慈庵
- 美源髮采
- 喇叭牌正露丸

## 網址
- 簡體版 （页面存档备份，存于）
- 繁體版 （页面存档备份，存于）